# Famille Tabourot
Cette page explique l’histoire ou répertorie les différents membres de la famille Tabourot.
Les Tabourot sont une famille originaire de Flandre et particulièrement implantée en Bourgogne, en Franche-Comté et en Champagne-Ardenne.

## Généalogie
- Antoine Tabourot (vivait en 1415), marié à Alix Morisot, de laquelle il a[1] :
- Jean Ier Tabourot, receveur des aides en Bourgogne, marié en 1464 à Isabeau Jencort, de laquelle il a[1] :
- Jean II Tabourot (mort en 1497), secrétaire du Duc de Bourgogne et contrôleur des fortifications de Bourgogne, marié à Marguerite Rémond (morte en 1497), de laquelle il a[1] :
- Pierre Ier Tabourot, qui suit.

### Branche de Véronnes
- Pierre Ier Tabourot[2] (mort en 1552), seigneur de Véronnes, grenetier au grenier à sel, clerc auditeur de la Chambre des Comptes de Dijon, contrôleur en la chancellerie de Bourgogne, vicomte maïeur de Dijon; marié en 1512 à Didière Pignard, de laquelle il a :
  - Guy Tabourot, qui suit.
  - Jacques Tabourot (mort en 1556), chanoine de Langres.
  - Philiberte, mariée à Me de Cirey, maître aux Comptes de Dijon.
  - Guillaume Tabourot (1515-1561), seigneur de la Tour de Saint-Apollinaire, avocat général à la Chambre des comptes de Dijon, marié à Bernarde Thierry.
  - Jean III (1520-1595), chanoine de Langres, qui publie sous le pseudonyme de Thoinot Arbeau.
  - Catherine Tabourot (morte en 1548), mariée en 1518 à Gilles Petit, seigneur de la Marnotte, lieutenant pour le Roi et garde des clefs de la ville de Langres.
  - Guillemette (1), dame de Boussenois, mariée à Jean d'Esbarres, seigneur d'Ampilly-les-Bordes.
- Guy Tabourot (mort en 1556), seigneur de Véronnes, clerc puis juge auditeur de la Chambre des comptes de Dijon, notaire secrétaire du roi; marié en 1539 à Catherine Gruyer, dame de Bricon et Venarey, de laquelle il a :
  - François Tabourot, qui suit.
  - Jacques Tabourot, religieux aux abbayes Saint-Bénigne puis Saint-Etienne de Dijon.
  - Alexandre Tabourot, seigneur de Bricon.
  - Didière Tabourot, mariée à Nicolas de Recourt, seigneur d'Echigey, conseiller au Parlement de Dijon, puis à Claude de La Tour, seigneur de Villiers.
  - Guillemette, mariée à André Frémiot, conseiller puis président du Parlement de Dijon.
  - Charlotte Tabourot, mariée à Jean de Malassis, seigneur de Cléry, avocat et procureur du Roi à Auxonne.
  - Pierre, chanoine de Bar-sur-Aube et trésorier.
  - Jean, religieux à l'abbaye Saint-Bénigne de Dijon.
  - Catherine Tabourot, religieuse.
  - Marcelle Tabourot, religieuse.
- François Tabourot, seigneur de Véronnes et Venarey, grand prévôt de Chaumont-en-Bassigny, marié en 1594 à Catherine Rose qui lui donne plusieurs enfants :
  - Alexandre Tabourot, qui suit.
  - Catherine Tabourot (morte en 1640), mariée à Nicolas d'Eltouf de Pradines.
  - Nicolas Tabourot.
  - Claude Tabourot (fille).
- Alexandre II Tabouroti (mort en 1671), seigneur de Véronnes, lieutenant général à la table de marbre du palais à Dijon, marié en 1635 à Claire Cuyer, de laquelle il a :
  - Prudent Tabourot, qui suit.
  - Nicolas Tabourot (mort en 1688), prieur de Til-Châtel et recteur de l'hôpital Notre-Dame de Dijon.
  - Claire Tabourot (morte en 1697), dame en partie de Véronnes, mariée en 1663 à Claude-François Du Lyon, seigneur de Poinson et Poinsenot, gouverneur de la Guadeloupe, inspecteur des armées de Flandre et d'Italie; mariée en secondes noces à Jean Du Clerc, major de la Guadeloupe.
  - Claude Tabourot (1637-?), seigneur de Véronnes.
  - Claude Tabourot (1639-?).
  - Marguerite Tabourot.
- Prudent Tabourot (1642-?), dernier du nom, seigneur de Véronnes, lieutenant au régiment de Navarre, capitaine d'une compagnie d'infanterie, marié en 1671 à Odette Humbert, puis à Françoise Berthon.

## Autres affiliés
- Pierre Tabourot (†1552), seigneur de Véronnes, grenetier au grenier à sel, clerc auditeur de la Chambre des Comptes de Dijon, contrôleur en la chancellerie de Bourgogne, vicomte-mayeur de Dijon, marié avec Didière Pignard ;
  - Guillaume Tabourot (vers 1515-1561), seigneur de La Tour-Sainte-Appoline, avocat au parlement de Bourgogne, maître extraordinaire puis avocat général à la Chambre des comptes de Dijon, bailli de Chramy, marié avec Bernarde Thierry (†1573), douairière de La Tour-Sainte-Appoline[3], d'où :
    - Étienne Tabourot, dit "Tabourot des Accords", (Dijon, 1549-Dijon, 1590), avocat, procureur du roi au Bailliage de Dijon, poète, écrivain français, neveu du chanoine Jean, marié en 1573 à Dijon avec Gabrielle Chicot de Monpaste ;
      - Guillaume Tabourot (Dijon, 1573-Dijon, 1644)[4], seigneur de La Tour Sainte-Appoline, maître ordinaire en l'hôtel de la reine mère et du duc d'Orléans, bailli de Seurre, architecte amateur auquel est attribué le dessin de la façade Baroque de la chapelle des Carmélites de Dijon (terminée en 1642) ainsi que l'hôtel de Vogüé[5] à Dijon, le château de Cormatin[6], marié en secondes noces à Jeanne Bernard, sœur de Claude Bernard dit le Pauvre prêtre ;
        - Théodecte Tabourot (†1716) seigneur de La Tour Saint-Appoline, marié à Guillette Papillon ;
          - Étienne Tabourot (1688-1727) seigneur de La Tour Sainte-Appoline ;

      - Théodecte Tabourot, petit-neveu de Jehan Tabourot, chanoine de la cathédrale de Langres. Il a écrit un manuscrit sur l'« Ancienne « succession des Evesques de Langres » et une « Histoire des Sainctes Reliques » d'après les Mémoires de la Société historique et archéologique de Langres, 1800, p. 267 ;

    - Théodecte Tabourot (†1631), chanoine de la cathédrale de Langres, il a reçu la seigneurie de La Tour-Sainte-Appoline quand sa mère a déshérité son frère aîné. À sa mort, il a transmis cette seigneurie à son neveu Guillaume Tabourot.

  - Jacques Tabourot, né vers 1515 à Dijon, avocat à Langres, et de Bernarde Maistrier[7]
    - Quentin Tabourot, peintre à Langres en 1575.

  - Jehan Tabourot (1520-1595), dit Thoinot Arbeau, chanoine, chantre et official de l'Église de Langres[8], auteur du traité d’Orchésographie (traité de danses balladoires).

## Armes et devise
- « D'azur au chevron d'or, accompagné de trois tambours de même »
- « D'azur au chevron d'or accompagné de trois caisses de tambour du même au chef d'argent chargé d'un lion léopardé de sable »
- « De sable au chevron d'argent accompagné de trois caisses de tambour couchées du même »
- Devise : « À tous accords »